# Edward Samuel Dodge

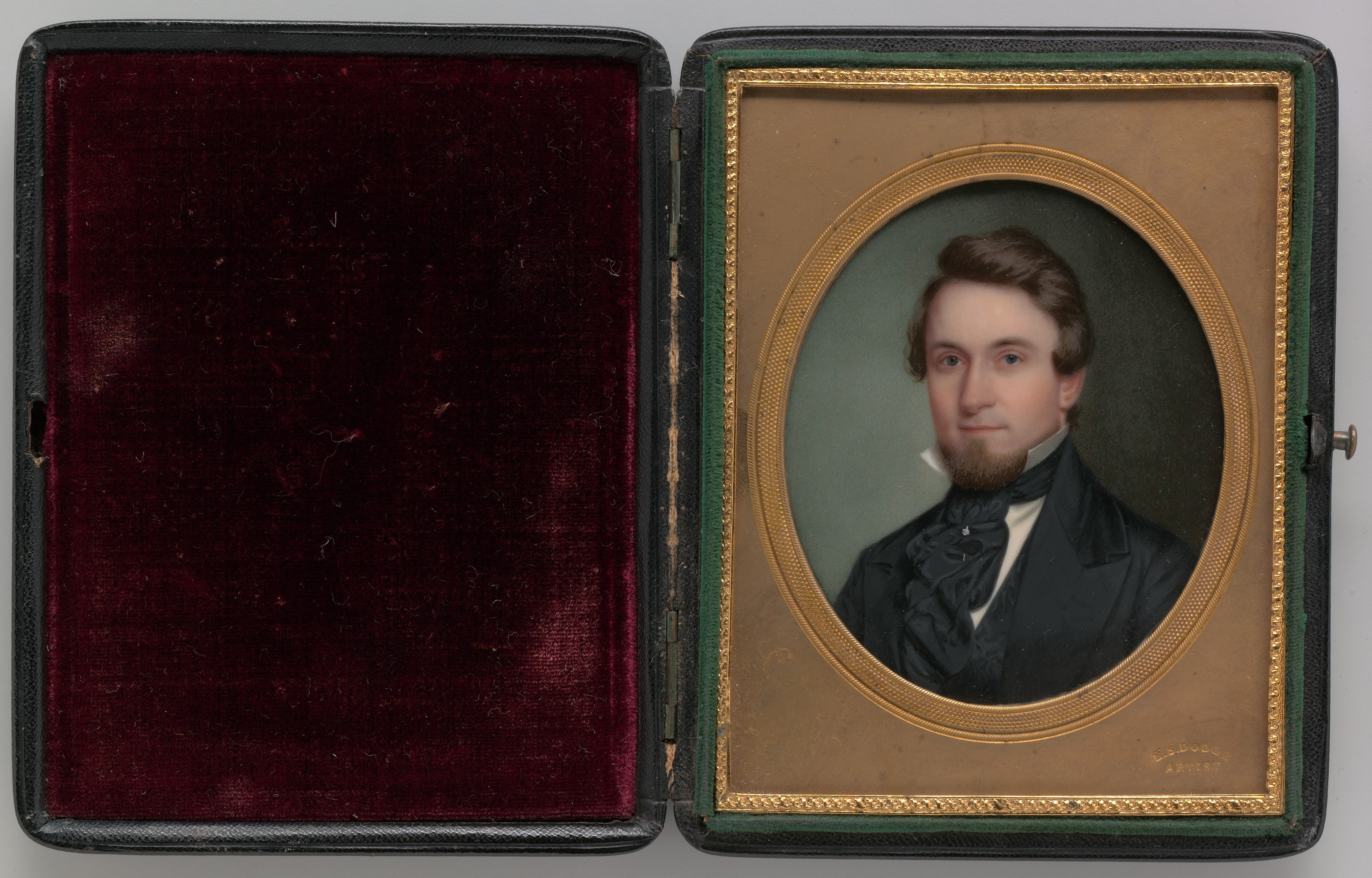
Edward Samuel Dodge: Porträt von John Wood Dodge (etwa 1836/37). Metropolitan Museum of Art, New York City

Edward Samuel Dodge (* 8. Juli 1816 in New York City; † 6. April 1857 in Cumberland County, Tennessee) war ein US-amerikanischer Miniaturmaler.

## Leben
Er war der jüngere Bruder des bekannten Miniaturmalers John Wood Dodge (1807–1893). Er muss seine ersten künstlerischen Unterweisungen von diesem erhalten haben. Im Jahr 1836 reichte er Miniaturen zur Ausstellung bei der National Academy of Design ein.
Wie sein Bruder spezialisierte er sich auf Porträtminiaturen, die meist auf Elfenbein aquarelliert wurden. Er arbeitete als reisender Künstler und pendelte zwischen New York City, Poughkeepsie sowie den Südstaaten. Laut dem „Daguerreian Register“ von John Craig arbeitete er 1844 in Richmond, Virginia, ab 1850 in Augusta, Georgia, und setzte seine Arbeit dort bis 1853 fort.
In Nashville unterhielt er – manchmal in Partnerschaft mit Wenderoth – Ateliers bzw. Studios. Insbesondere zwischen 1854 und 1856 war er an der Union Street tätig. Bei der Mechanic’s Institute Fair in Nashville wurde ihm 1851 für seine Miniaturen auf Elfenbein eine Silbermedaille verliehen. Ende 1856 verkaufte er sein Atelier und zog sich nach Cumberland County zurück. Er verstarb am 6. April 1857 in Cumberland County, vermutlich an Tuberkulose.

## Werk
Edward Samuel Dodge gilt als Vertreter der amerikanischen Miniaturporträtmalerei des mittleren 19. Jahrhunderts. Er arbeitete vornehmlich mit Aquarell auf Elfenbein und erzielte dabei äußerst detaillierte Darstellungen von Gesichtern und Kleidung, die häufig realistische Züge aufweisen und von der damals entstehenden Fotografie beeinflusst sind. In seinem Stil sind die Einflüsse seines Bruders John Wood Dodge deutlich erkennbar. Er unterscheidet sich jedoch durch einen stärkeren Naturalismus und eine gewisse fotografische Präzision. In seinen Werken, wie den Miniaturen aus Richmond, Augusta oder South Carolina, sind deutliche kontextbezogene Einflüsse der Südstaaten erkennbar. Die Silbermedaille der South Carolina Institute Fair im Jahr 1851 dokumentiert seine Anerkennung in der Region.